# El Rosario (Spagna)
El Rosario è un comune spagnolo di 13 462 abitanti situato nella comunità autonoma delle Canarie.